# Tomasz Marczyński
Tomasz Marczyński (Krakau, 6 maart 1984) is een Pools voormalig wielrenner.
Marczyński maakte zijn debuut bij de professionals in 2006. Een jaar later al werd hij bij de eliterenners kampioen van Polen.
In 2011 en 2015 werd hij opnieuw nationaal kampioen van Polen op de weg. In 2011 werd hij tevens Pools kampioen in het tijdrijden.
In 2012 en 2013 maakte Marczyński deel uit van de Nederlandse UCI World Tour-ploeg Vacansoleil-DCM. Toen die ploeg ophield te bestaan, ging hij in 2014 rijden voor CCC Polsat Polkowice. In 2016 kreeg hij een contract bij de Belgische ploeg Lotto Soudal.
In de Ronde van Spanje van 2017 boekte Marczyński ritzeges in de zesde etappe en de twaalfde etappe.

## Belangrijkste overwinningen
2007
 Pools kampioen op de weg, Elite
2008
4e etappe Ronde van Asturië
2010
2e etappe Szlakiem Grodòw Piastowskich
1e etappe Ronde van Seoul
Eindklassement Ronde van Seoul
2011
Eindklassement Ronde van Małopolska
 Pools kampioen tijdrijden, Elite
 Pools kampioen op de weg, Elite
2012
Puntenklassement Ronde van Catalonië
Bergklassement Ronde van Polen
2013
Bergklassement Ronde van Polen
2015
1e, 4e en 7e etappe Ronde van Marokko
Eindklassement Ronde van Marokko
1e etappe Ronde van de Zwarte Zee
Eind- en bergklassement Ronde van de Zwarte Zee
 Pools kampioen op de weg, Elite
2017
6e en 12e etappe Ronde van Spanje
2019
Bergklassement Ronde van Guangxi

## Resultaten in voornaamste wedstrijden
| Jaar | Ronde van Italië | Ronde van Frankrijk | Ronde van Spanje |
| ---- | ---------------- | ------------------- | ---------------- |
| 2006 |                  |                     |                  |
| 2007 |                  |                     |                  |
| 2012 | buiten tijd      |                     | 13e              |
| 2013 |                  |                     | opgave           |
| 2014 |                  |                     |                  |
| 2015 |                  |                     |                  |
| 2016 |                  |                     |                  |
| 2017 | 47e              |                     | 55e (2)          |
| 2018 |                  | 103e                |                  |
| 2019 |                  |                     | 74e              |
| 2020 |                  |                     | 108e             |
| 2021 | opgave           |                     |                  |

| Jaar | Milaan-San Remo | Amstel Gold Race | Luik-Bast.‑Luik | Ronde van Lombardije | Waalse Pijl |  | WK op de weg |  | Wereldranglijsten |
| ---- | --------------- | ---------------- | --------------- | -------------------- | ----------- |  | ------------ |  | ----------------- |
| 2006 |                 |                  |                 |                      |             |  | 123e         |  |                   |
| 2007 |                 |                  |                 |                      |             |  | 33e          |  |                   |
| 2012 |                 |                  | 83e             | 22e                  | 89e         |  | opgave       |  | 87e (UWT)         |
| 2013 |                 |                  |                 |                      |             |  | opgave       |  |                   |
| 2014 |                 |                  |                 |                      |             |  |              |  |                   |
| 2015 |                 |                  |                 |                      |             |  | 39e          |  |                   |
| 2016 |                 |                  | 52e             |                      | 104e        |  |              |  |                   |
| 2017 | 122e            | 24e              | 97e             | 62e                  | 119e        |  |              |  | 111e (UWT)        |
| 2018 |                 | 83e              | 72e             |                      | 91e         |  |              |  | 405e (UWT)        |
| 2019 | 94e             | 59e              | 90e             | 71e                  | 47e         |  |              |  |                   |
| 2020 |                 |                  |                 | opgave               |             |  |              |  |                   |
| 2021 |                 | opgave           | 91e             | 103e                 | 135e        |  |              |  |                   |

## Ploegen
- 2006 –  Ceramica Flaminia
- 2007 –  Ceramica Flaminia
- 2008 –  Ceramica Flaminia-Bossini Docce
- 2009 –  Miche-Silver Cross-Selle Italia
- 2010 –  CCC Polsat Polkowice
- 2011 –  CCC Polsat Polkowice
- 2012 –  Vacansoleil-DCM Pro Cycling Team
- 2013 –  Vacansoleil-DCM Pro Cycling Team
- 2014 –  CCC Polsat Polkowice (vanaf 17-2)
- 2015 –  Torku Şekerspor
- 2016 –  Lotto Soudal
- 2017 –  Lotto Soudal
- 2018 –  Lotto Soudal
- 2019 –  Lotto Soudal
- 2020 –  Lotto Soudal
- 2021 –  Lotto Soudal

Wielerploegen van Tomasz Marczyński
Carvajal · García · Giancecchi · Giunti · Marczyński · Moletta · Muto · Niemiec · Palandri · Saracini · F. Scarponi · G. Scarponi · S. Scarponi · Szczawiński · Tondo · Valentini · L. Zafferani · M. Zafferani · Majka (stagiair)
Boeckmans ·
Carrara · 
De Gendt · 
Denifl ·
Devolder · 
Feillu · 
Hoogerland ·
van Hummel ·
Keizer ·
Lagoetin ·
Larsson · 
Leukemans ·
Ligthart ·
Lindeman ·
Marcato ·
Marczyński ·
Markus ·
Mol · 
Morajko · 
Mortensen ·
Novikov ·
Pavarin ·
Poels ·
Ruijgh ·
Selvaggi · 
Valls · 
Van Impe ·
Veuchelen · 
Westra ·
Hamelink (stagiair) ·
Kreder (stagiair) · 
Lammertink (stagiair) · 
Wauters (stagiair)
Boeckmans ·
Bole ·
De Gendt ·  
Feillu · 
Flecha · 
Hoogerland ·
van Hummel ·
Keizer ·
Kreder ·
Lagoetin ·
Lammertink · 
Leukemans ·
Ligthart ·
Lindeman ·
Marcato ·
Marczyński ·
Markus ·
Mol · 
Novikov ·
Poels ·
B. van Poppel · 
D. van Poppel · 
Ruijgh ·
Rujano (tot 30/06) ·
Selvaggi · 
Valls · 
Veuchelen · 
Wauters ·
Westra
Akdilek · Akırşan · Akşoy · Atalay · Bakırcı · Hretsjyn · Kal · Keleş · Köse · Marczyński · Örken · Reis · Şamlı · Seeldraeyers
Armée · Bak · Benoot · Boeckmans · Broeckx · De Buyst · De Bie · De Clercq · De Gendt · Debusschere · Dockx · Frison · Gallopin · Greipel · Hansen · Henderson · Ligthart · Marczyński · Monfort · Roelandts · Sieberg · Valls · Van der Sande · Vanendert · Vervaeke · Wallays · Wellens · Deltombe (stagiair) · Goolaerts (stagiair) · Shaw (stagiair)
Armée · Bak · Benoot · Boeckmans · De Bie · De Buyst · De Clercq · De Gendt · Debusschere · Frison · Gallopin · Greipel · Hansen · Hofland · Maes · Marczyński · Mertz · Monfort · Roelandts · Shaw · Sieberg · Valls · Van der Sande · Vanendert · Vervaeke · Wallays · Wellens · Wouters · Leysen (stagiair) · Planckaert (stagiair) · Van Gompel (stagiair)
Armée · Bak · Benoot · Campenaerts     · De Buyst · De Gendt · Debusschere · Frison · Greipel · Hansen · Hofland · Keukeleire · Lambrecht · Maes · Marczyński · Mertz · Monfort · Naesen · Shaw · Sieberg · Van der Sande · Vanendert · Wallays · Wellens · Wouters
Armée · Benoot · Blythe · Campenaerts   · De Buyst · De Gendt · Dewulf · Ewan · Frison · Hagen · Hansen · Iversen · Keukeleire · Kluge · Lambrecht · Maes · Marczyński · Mertz · Monfort · Naesen · Thijssen · Van der Sande · van Goethem · Van Moer · Vanendert · Vanhoucke · Wallays · Wellens · Wouters
Armée · Cras · De Buyst · De Gendt · Degenkolb · Dewulf · Dibben · Ewan · Frison · Gilbert · Goossens · Hagen · Hansen · Holmes · Iversen · Kluge · Maes · Marczyński · Mertz · Oldani · Thijssen · Van der Sande · Van Goethem · Van Moer · Vanhoucke · Vermeersch (vanaf 1 juni) · Wallays · Wellens
Conca · Cras · De Buyst · De Gendt · Degenkolb · Ewan · Frison · Gilbert · Goossens · Grignard · Holmes · Kluge · Kron · Małecki · Marczyński · Moniquet · Oldani · Sweeny · Thijssen · Van der Sande · Van Gils · Van Moer · Vanhoucke · Vermeersch · Verschaeve · Vervloesem · Wellens
- Nationale Bibliotheek van Polen: a0000003800540
- Virtual International Authority File: 4587153532467348820007